# پایین به سمت استخوان
پایین به سمت استخوان (انگلیسی: Down to the Bone) فیلمی در ژانر درام به کارگردانی دبرا گرانیک است که در سال ۲۰۰۴ منتشر شد. از بازیگران آن می‌توان به ورا فارمیگا و هوگو دیلون اشاره کرد.